# 无锡市第三人民医院
31°35′39″N 120°17′30″E / 31.59428°N 120.29168°E
无锡市第三人民医院是中華人民共和国江苏省歷史上的一所医院，为二级甲等医院。医院位于无锡市梁溪区兴源北路585号。

## 歷史
无锡市第三人民医院前身是1945年许松泉、许志义父子创建的“私立益寿疗养院” 原址位於新彩路口。1949年易名為“私立益寿医院”。1952年6月由中国人民银行江苏省分行接收，改称“江苏公立益寿医院”。1956年中国人民银行江苏省分行迁往南京，该院由无锡市卫生局接收，于5月11日起改称“无锡市第三人民医院”。1959年迁南仓门。文化大革命期间改称第三人民卫生院。1972年12月10日恢复为无锡市第三人民医院。
2019年4月，无锡市第三人民医院與无锡市第四人民医院整合為江南大学附属医院。